# Hemitragus jemlahicus

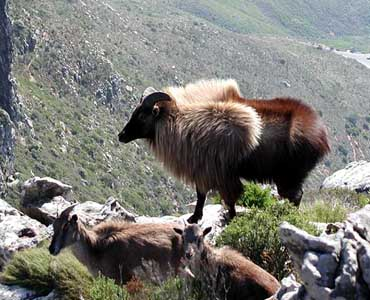
Hemitrago del Himalaya.

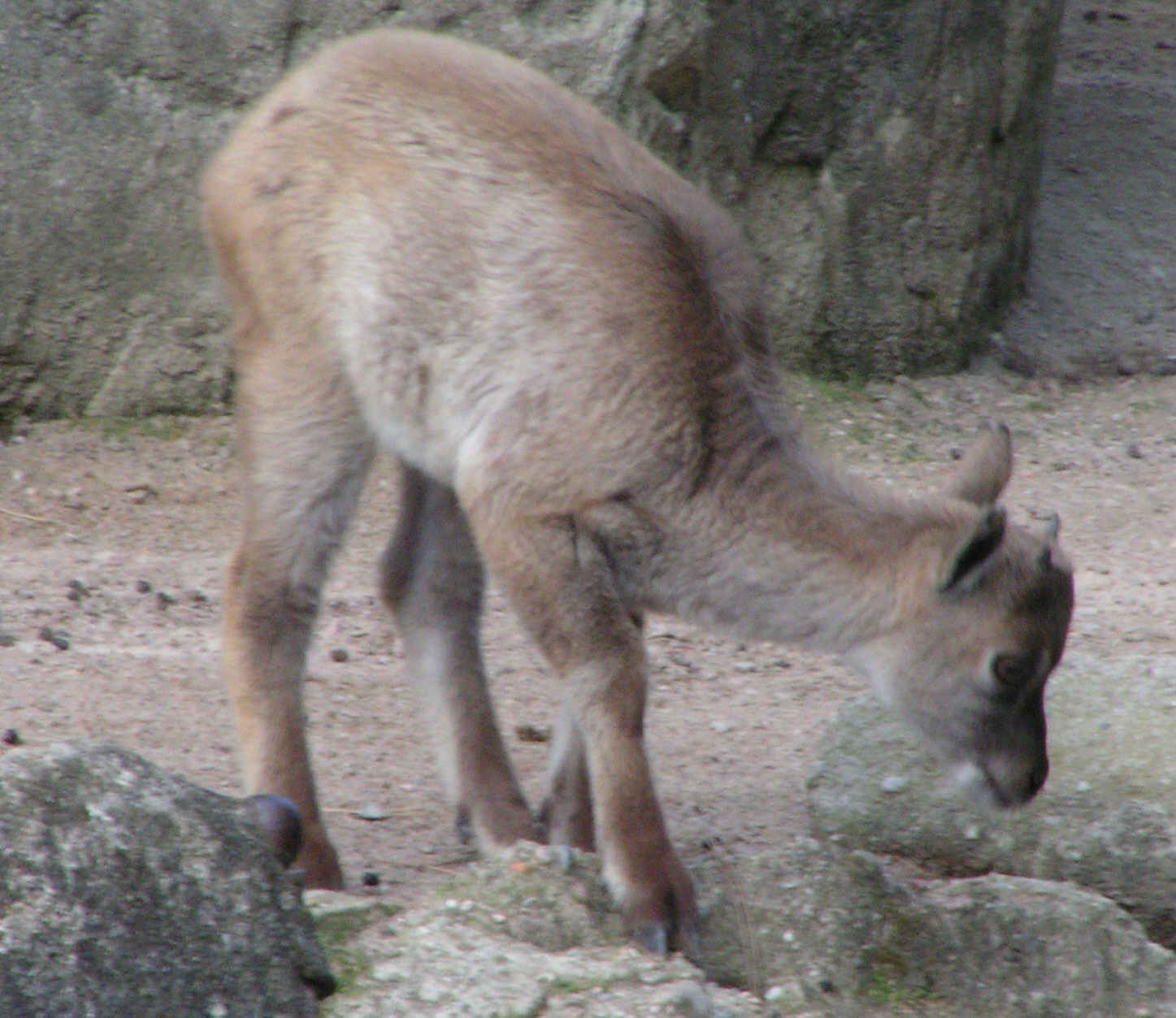
Joven hemitrago del Himalaya.

Hemitragus jemlahicus es un mamífero artiodáctilo emparentado con la cabra salvaje. Habita en las montañas del Himalaya, desde la India al Tíbet. Su nombre común en castellano es cabra del Himalaya o tar del Himalaya.
Es la única especie del género Hemitragus, que estaba conformado hasta 2005 por los actuales Arabitragus jayakari y Nilgiritragus hylocrius, además de H. jemlahicus. Un análisis filogenético demostró que pertenecían a géneros diferentes.

## Características
Mide entre 120 y 170 cm y entre 60 y 100 cm de altura. Pesa entre  135 y 180 kg. El tar posee cuernos, que van hasta atrás de la cabeza y tiene un abrigo magnífico de invierno, y su melena como la de un león. Un thar maduro es un animal realmente imponente.

## Comportamiento
Su capacidad de subir sobre la roca y la nieve es magnífica. El tar anda sobre la roca sin ninguna preocupación. Cuando es molestado o lo asustan simplemente se escapan, por las rocas sin medir ningún peligro perceptible. Es herbívoro y se alimenta de los árboles y la hierba.
Los machos viven solos y las hembras con su cría y se reúnen solamente en la época de celo. La gestación dura 7 meses, las hembras pare una sola cría que amamantan durante 6 meses: la madurez sexual ocurre a los 18 meses. Puede vivir hasta 15 años, aunque en promedio viven 10 años.
La cabra del Himalaya es considerado vulnerable por el World Conservation Union (IUCN). En áreas de introducción, como Nueva Zelandia, Nuevo México, California, Sudáfrica, y Ontario, sus únicos predadores son los humanos que lo cazan para alimento, deporte, y trofeos.